# Балка Кирпична
Ба́лка Кирпи́чна (Балка Цегляна) — ландшафтний заказник місцевого значення в Україні. Об'єкт природно-заповідного фонду Дніпропетровської області. 
Розташований у межах Дніпровського району Дніпропетровської області, на північ від села Новомиколаївка і на захід від села Сурсько-Литовське. 
Площа 2,5 га. Статус надано згідно з розпорядженням облдержадміністрації від 28.09.1992 року № 473. Перебуває у віданні Дніпропетровського заводоуправління будматеріалів. 
Статус надано для збереження частини різнотравно-тіпчаково-ковилового степу на схилах і дні балки. Балка простягається до крутого правого схилу долини річки Мокра Сура. У нижній частині балки розташований Новомиколаївський гранітний кар'єр. 